# エチオピア暦
エチオピア暦（エチオピアれき、アムハラ語: የኢትዮጵያ ዘመን አቆጣጠር、 yä'Ityoṗṗya zämän aḳoṭaṭär）は、エチオピアで使用されている主要な暦法。エチオピア及びエリトリアのエチオピア正教会や東方典礼カトリック教会、コプト正教会などに所属するキリスト教徒のための教会暦としても使用されている。古代エジプトの暦法に由来するコプト暦に基づく恒星年であるが、ユリウス暦と同じく例外なく4年に一度の閏日を取り入れており、ユリウス暦の8月29日か8月30日に年が始まる。イエス・キリストの生誕年の解釈の違いにより、グレゴリオ暦との間に7、8年の差が生じている。
コプト暦同様、1月から12月までは、毎月が30日である。その後に5日または6日の追加日が挿入される。これが13月である。エチオピア暦の年・月はコプト暦と同様であるが、月の名称はゲエズ語による。4年に1回、ユリウス暦のように2月に29日を挿入するのではなく12月30日の後に5日ではなく6日の追加日（エパゴメレ）が挿入される。

## 新年
エチオピアの新年は、ウンコタタシ（アムハラ語: እንቁጣጣሽ）と呼ばれる。これはソロモン王がシバの女王に指輪を贈ったことに由来するものである。ゲエズ語では、Ri'se Awde Amet（新年祭）と呼ばれ、エチオピア正教会にはこの呼称が好まれている。グレゴリオ暦の9月11日にあたるが、閏年の場合は1日遅れて9月12日となる。例えば、エチオピア暦1998年には、西暦2005年9月11日が新年であるが、エチオピア暦1992年及び1996年はそれぞれ西暦1999年と2003年の9月12日が新年にあたる。
この法則は、グレゴリオ暦1900年から2099年までの間で妥当する。エチオピア暦の閏年は例外なく4年おきである一方、グレゴリオ暦の閏年は、4で割り切れる年だけである（ただし、100で割り切れる年は平年であり、そのうち400で割り切れる年は閏年である）。このため、このような当てはめはたいていある一つの世紀だけで妥当するのである。しかし、グレゴリオ暦の2000年が閏年であったため、現在の当てはめは2世紀にわたって通用することになる。

## 年
現在、世界各地の正教会は教会暦に関して、古来のユリウス暦を採用する古暦派と、プロテスタント教会でも一般的となっているグレゴリウス暦を用いる新暦派とに分かれているが、エチオピア正教会は新暦派となっている。かつてはディオクレティアヌス紀元や世界創造紀元など、様々な紀元が用いられていた。

## 閏年の周期
4年毎の閏年の周期は4人の福音書記者に関連付けられている。閏年の翌年はヨハネに敬意を表して名前が付けられており、次の年はマタイ、その次の年がマルコである。そして6日の追加日がある年は、伝統的にルカの年とされている。
グレゴリオ暦と異なり、閏年の周期に例外はない。

## 月名
| エチオピア暦 (括弧内はアムハラ語表記) | コプト語                    | ユリウス暦 による開始日 | グレゴリオ暦 による開始日 (1900年3月から 2100年2月まで) | 「ルカの年」の グレゴリオ暦 による開始日 |
| ------------------------------------- | --------------------------- | ----------------------- | ------------------------------------------------------- | ---------------------------------------- |
| マスカラム (መስከረም)                    | トウト (Thout)              | 8月29日                 | 9月11日                                                 | 9月12日                                  |
| テクムト (ጥቅምት)                       | パオペ (Paopi)              | 9月28日                 | 10月11日                                                | 10月12日                                 |
| フダル (ኅዳር)                          | ハトール (Hathor)           | 10月28日                | 11月10日                                                | 11月11日                                 |
| タフサス ( ታኅሣሥ)                      | コイアック (Koiak)          | 11月27日                | 12月10日                                                | 12月11日                                 |
| トルウ (ጥር)                           | トーベ (Tobi)               | 12月27日                | 1月9日                                                  | 1月10日                                  |
| ヤカテイト (የካቲት)                     | メシル (Meshir)             | 1月26日                 | 2月8日                                                  | 2月9日                                   |
| マガビット (መጋቢት)                     | パレムハート (Paremhat)     | 2月25日                 | 3月10日                                                 | 3月10日                                  |
| ミヤズヤ (ሚያዝያ)                       | パレムウデ (Paremoude)      | 3月27日                 | 4月9日                                                  | 4月9日                                   |
| グンボット (ግንቦት)                     | パションス (Pashons)        | 4月26日                 | 5月9日                                                  | 5月9日                                   |
| サネ (ሰኔ)                             | パオーネ (Paoni)            | 5月26日                 | 6月8日                                                  | 6月8日                                   |
| ハムレ (ሐምሌ)                          | エペープ (Epip)             | 6月25日                 | 7月8日                                                  | 7月8日                                   |
| ナハセ (ነሐሴ)                          | メソレ (Mesori)             | 7月25日                 | 8月7日                                                  | 8月7日                                   |
| パグメ (ጳጐሜን/ጳጉሜ)                     | エパゴメネ (Pi Kogi Enavot) | 8月24日                 | 9月6日                                                  | 9月6日                                   |